# Komorština
Komorština (též Shikomori nebo Shimasiwa, v překladu ostrovní jazyk) je označení pro skupinu vzájemně nepříliš srozumitelných bantuských jazyků, které se používají na Komorech (souostroví v jihozápadní části Indického oceánu, mezi Mosambikem a Madagaskarem) a na přilehlém ostrově Mayotte, který je součástí Francie. Je blízce příbuzný svahilštině, oba tyto jazyky patří do podskupiny sabaki. Každý ostrov má svůj vlastní dialekt, ale jednotlivé dialekty mezi sebou sdílí obvykle jen kolem 80% slov.
Historicky se komorština psala adžamským písmem, což je varianta arabského písma. Francouzská koloniální správa zavedla latinku, ale arabské písmo se dodnes používá také.

## Dialekty
Dialekty komorštiny:
- Východní skupina
  - Dialekt Shindzuani (používaný na ostrově Nzwani)
  - Dialekt Shimaore (používaný na ostrově Mayotte)
- Západní skupina
  - Dialekt Shimwali (používaný na ostrově Mwali)
  - Dialekt Shingazija (požívaný na ostrově Ngazidja)

## Příklady

### Číslovky
| Komorsky | Česky |
| montsi   | jeden |
| mbili    | dva   |
| ndraru   | tři   |
| nne      | čtyři |
| tsanu    | pět   |
| sita     | šest  |
| saba     | sedm  |
| nane     | osm   |
| shenda   | devět |
| kume     | deset |

## Ukázka
Prvních pět veršů komorské národní hymny Udzima wa ya Masiwa v komorštině:
I béramu isi pépéza
I nadi ukombozi piya
I daula ivénuha
Tasiba bu ya i dini voya trangaya hunu Komoriya
Narikéni na mahaba ya huveindza ya masiwa.
Český překlad:
Vlajka vlaje
Oznamuje nám nezávislost
Národ stoupá
Díky vaší víře
To je naše Comoria